# (7953) Kawaguchi
(7953) Kawaguchi (1993 KP) – planetoida z pasa głównego asteroid okrążająca Słońce w ciągu 3,68 lat w średniej odległości 2,38 j.a. Odkryta 20 maja 1993 roku.